# Espace localement simplement connexe
En mathématiques, un espace localement simplement connexe est un espace topologique qui admet une base d'ouverts simplement connexes,. Tout espace localement simplement connexe est donc localement connexe par arcs et a fortiori localement connexe.

## Exemples et contre-exemples

La boucle d'oreille hawaïenne n'est pas localement simplement connexe.

- Le cercle est localement simplement connexe mais pas simplement connexe.
- La boucle d'oreille hawaïenne n'est pas localement simplement connexe ni simplement connexe, puisqu'elle n'est même pas semi-localement simplement connexe.
- Le cône de la boucle d'oreille hawaïenne est contractile donc simplement connexe, mais n'est pas localement simplement connexe.
- Toutes les variétés topologiques et tous les CW-complexes sont localement simplement connexes, puisqu'ils sont même localement contractiles.